# Ranttaponsaari
Ranttaponsaari är en ö i Finland. Den ligger i sjön Mustjärvi och i kommunen Somero i den ekonomiska regionen  Salo och landskapet Egentliga Finland, i den södra delen av landet, 80 km nordväst om huvudstaden Helsingfors. Öns area är 0,2 hektar och dess största längd är 80 meter i nord-sydlig riktning.